# Vamos Perú
Vamos Perú fue un partido político peruano de tendencia atrapalotodo. Con sede en Lima, el partido opera principalmente en la Provincia Constitucional del Callao.

## Historia
Fundado a mediados de 2013 por el exalcalde del Callao, Juan Sotomayor. Él fue elegido alcalde provincial por primera vez en 2010 por el Movimiento Chim Pum Callao, liderado por el exgobernador del Callao, Alex Kouri y se postuló para la reelección en 2014 con el partido recién fundado en alianza con la organización regional de Kouri.
Al comienzo del segundo mandato de Sotomayor, el partido pasó a formar parte de la coalición Alianza Popular junto con el Partido Aprista Peruano y el Partido Popular Cristiano para las elecciones generales de Perú de 2016. El candidato presidencial de la coalición, el expresidente Alan García, ocupó el quinto lugar con el 5,8% del voto popular, mientras que la coalición alcanzó el 8,3% a nivel parlamentario, obteniendo 5 escaños para el APRA.
En las elecciones parlamentarias celebradas el 26 de enero de 2020, el partido obtuvo el 2,1% del voto popular pero no obtuvo escaños en el Congreso de la República.
En las elecciones generales de Perú de 2021 se tenía previsto la candidatura de Virgilio Acuña tras distanciarse de Unión por el Perú, sin embargo; Acuña no contaba con afiliación partidaria a un partido político, y el 19 de noviembre de 2020, el Jurado Nacional de Elecciones rechazó su inscripción, llevando a retirar todas las listas del partido, tanto como la presidencia, el Congreso y Parlamento Andino.

## Ideología y polémicas
El partido se autodefine como seguidor del humanismo y promotor de un estado de bienestar, aunque sus opositores políticos, principalmente del Partido Aprista Peruano y el Movimiento de Afirmación Social, lo calificaron como vientre de alquiler para las elecciones regionales y municipales de 2018 en el departamento de San Martín.
El 26 de enero de 2020, el líder del partido, Juan Sotomayor García, fue detenido tras un operativo en su contra por ser el presunto cabecilla de una organización criminal dedicada al cobro por trabajadores fantasmas en desmedro de la empresa de Servicios de Limpieza Pública del Callao. Sotomayor habría realizado pagos de S/60 millones a esta empresa por servicios que nunca se cumplieron. Según el jefe de la Dirección de Investigación Criminal de la Policía, general Juan Carlos Sotil, el exalcalde habría intentado arrojarse desde la azotea de su vivienda en Jesús María antes de ser intervenido por la policía. En el mismo operativo fue detenido el excongresista fujimorista Victor Albrecht y otras 20 personas.

## Resultados electorales

### Elecciones presidenciales
| Año  | Fórmula presidencial | Fórmula presidencial | Fórmula presidencial | Fórmula presidencial | Votos   | %               | Resultado | Notas                                                    |
| Año  | Presidente           | Presidente           | Vicepresidentes      | Vicepresidentes      | Votos   | %               | Resultado | Notas                                                    |
| ---- | -------------------- | -------------------- | -------------------- | -------------------- | ------- | --------------- | --------- | -------------------------------------------------------- |
| 2016 |                      | Alan García          | 1.º                  | Lourdes Flores       | 894 278 | \| \| 5.83 % \| | 5.º       | Como parte de Alianza Popular.                           |
| 2016 | 2.º                  | Alan García          | David Salazar        |                      | 894 278 | \| \| 5.83 % \| | 5.º       | Como parte de Alianza Popular.                           |
| 2021 |                      | Virgilio Acuña       | 1.º                  | N/A                  | N/A     | N/A             | N/A       | El Jurado Nacional de Elecciones rechazó su inscripción. |
| 2021 | 2.º                  | Virgilio Acuña       | Alan Guillén         |                      | N/A     | N/A             | N/A       | El Jurado Nacional de Elecciones rechazó su inscripción. |
|      | 5.83 %               |                      |                      |                      |         |                 |           |                                                          |

### Elecciones parlamentarias
|  | 8.31 % |

|  | 2.10 % |

### Elecciones al Parlamento Andino
| Año  | Votos                                             | %                                                 | Escaños                                           | Posición                                          | Notas                                             |
| ---- | ------------------------------------------------- | ------------------------------------------------- | ------------------------------------------------- | ------------------------------------------------- | ------------------------------------------------- |
| 2016 | 821 492                                           | \| \| 8.15 % \|                                   | 0/5                                               | 4.º                                               | Como parte de Alianza Popular.                    |
| 2021 | No participaron en estos comicios parlamentarios. | No participaron en estos comicios parlamentarios. | No participaron en estos comicios parlamentarios. | No participaron en estos comicios parlamentarios. | No participaron en estos comicios parlamentarios. |
|      | 8.15 %                                            |                                                   |                                                   |                                                   |                                                   |

### Elecciones regionales y municipales
| Año  | Gobiernos Regionales | Alcaldías Provinciales | Alcaldías Distritales |
| Año  | Representantes       | Representantes         | Representantes        |
| ---- | -------------------- | ---------------------- | --------------------- |
| 2014 | 1/25                 | 1/196                  | 11/1874               |
| 2018 | 0/25                 | 2/196                  | 10/1874               |